# 李子興
李子兴（1305年—1342年），蒙古名塔思不花（转写：Tas-Buqa），本贯全州，朝鲜王朝开国之君李成桂伯父。

## 生平
元朝斡东千户所（今朝鲜咸镜北道恩德郡）千户李椿长子。元顺帝至正二年（1342年）七月袭职，九月卒。翌年正月，元朝以其子李天桂（咬住）年幼，命其弟李子春袭职。
朝鲜王朝建立之后，追封完昌大君。

## 家庭

### 妻
- 元配朴氏，安边（今朝鲜江原道安边郡）朴得贤之女。

### 子
- 永城君李天桂（1333—1376）：高丽中顺大夫、军器尹。